# Јаковици
Јаковици су насељено место у саставу општине Тињан у Истарској жупанији, Хрватска. До територијалне реорганизације у Хрватској налазили су се у саставу старе општине Пазин.

## Становништво
На попису становништва 2011. године, Јаковици су имали 268 становника.

## Попис1991.
На попису становништва 1991. године, насељено место Јаковици је имало 242 становника, следећег националног састава:
| Попис 1991.‍  | Попис 1991.‍  | Попис 1991.‍ | Попис 1991.‍ | Попис 1991.‍ |
| ------------ | ------------ | ----------- | ----------- | ----------- |
|              |              |             |             |             |
| Хрвати       | Хрвати       |             | 199         | 82,23%      |
| неопредељени | неопредељени |             | 2           | 0,82%       |
| регион. опр. | регион. опр. |             | 41          | 16,94%      |
| укупно: 242  |              |             |             |             |